# Karen Oganessian
Pour les articles homonymes, voir Oganessian.
Karen Oganessian (russe : Каре́н Оганеся́н ; arménien : Կարեն Հովհաննիսյան), né le 27 juin 1978 à Erevan (Union soviétique), est un réalisateur, scénariste et producteur de cinéma russo-arménien.

## Biographie
Il a suivi des cours de mise en scène pour la télévision à Erevan. Il est ensuite parti étudier à l'Université d'État russe des sciences humaines de Moscou (studio de Iouri Grymov). Il a travaillé avec Grymov en tant qu'assistant réalisateur et monteur, et a participé à la création de plusieurs vidéoclips. Depuis 2003, il travaille comme monteur pour la société Central Partnership. Son premier film en tant que réalisateur est Je reste en 2007.

## Filmographie

### Réalisateur
- 2007 : Je reste (ru) (Я остаюсь)
- 2008 : Le Fantôme (ru) (Домовой)
- 2011 : Cinq Fiancées (ru) (Пять невест)
- 2011 : Les Mamans (Мамы)
- 2011 : Ouvrez, c'est moi (Откройте, это я) (téléfilm)
- 2013 : Que taisent les jeunes filles ? (ru) (О чём молчат девушки)
- 2013 : Marathon (Марафон)
- 2014 : Un cadeau de caractère (ru) (Подарок с характером)
- 2015 : Sans frontières (ru) (Без границ)
- 2016 : Le Jour d'avant (День до)
- 2016 : Klim (Клим) (téléfilm)
- 2017 : La Vie est devant nous (ru) (Жизнь впереди)
- 2019 : Le Héros (Герой)
- 2021 : Le Lait (Молоко)
- 2021 : Les Papas (ru) (Папы)
- 2021 : En direct (ru) (Прямой эфир)
- 2022 : Le Papa terrible (ru) (Грозный папа)
- 2023 : Cela arrive (У людей так бывает)
- 2023 : Koshka (Кошка), série télévisée, 1 épisode
- 2025 : Rossignol contre Muromets (Соловей против Муромца)

### Scénariste
- 2019 : Le Héros (Герой)

### Producteur
- 2013 : Que taisent les jeunes filles (ru) (О чём молчат девушки)
- 2017 : La Vie est devant nous (ru) (Жизнь впереди)
- 2019 : Le Héros (Герой)
- 2021 : Le Lait (Молоко)
- 2022 : Le Papa terrible (ru) (Грозный папа)
- 2025 : Rossignol contre Muromets (Соловей против Муромца)